# Psychotria obscura
Psychotria obscura är en måreväxtart som beskrevs av Heinrich Zollinger och Alexandre Moritzi. Psychotria obscura ingår i släktet Psychotria och familjen måreväxter. Inga underarter finns listade i Catalogue of Life.